# Ufens breviclavata
Ufens breviclavata är en stekelart som beskrevs av Yousuf och Shafee 1991. Ufens breviclavata ingår i släktet Ufens och familjen hårstrimsteklar. Inga underarter finns listade i Catalogue of Life.